# Eva van Marle

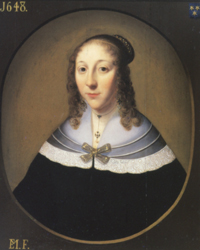
Vrouwenportret, gesigneerd EVM

Eva van Marle was mogelijk een Nederlandse portretkunstenares die actief was in en om Zwolle tussen ca. 1647 en ca. 1654. Ze signeerde haar portretten met het monogram EM.F of EVM.F(a), een afkorting van Eva (van) Marle Fecit (fecit is Latijn en wordt binnen de kunstgeschiedenis vrij vertaald als 'heeft gemaakt'). Onderzoek in de 21e eeuw betwijfelt het bestaan van Eva van Marle, en dus ook de 19e-eeuwse toeschrijvingen van de schilderijen. Werken die eerder aan Van Marle of aan de monogrammist EM werden toegeschreven, worden tegenwoordig in verband gebracht met Eduard Moermans (of Evert Meertman).
Van Marle's bekende oeuvre bestaat enkel uit portretten en bevindt zich in de collecties van Museum Catharijneconvent in Utrecht en het Vrouwenhuis in Zwolle, alsook in enkele buitenlandse musea. Onder de door haar geportretteerden bevinden zich goudsmit en juwelier Justinus van Moerkerken, de schoonbroer van Gerard ter Borch de Oudere en de Zwolse pastoor Volkert Herkinge (of Herkinga) (1586-1662). Van Marle was mogelijk de lerares van portretschilder Hendrick ten Oever (Zwolle, ca. 1639- 1716) die actief was in Zwolle en Amsterdam tussen 1657 en 1705 en wiens werk stilistisch overeenkomsten vertoont met dat van Van Marle.

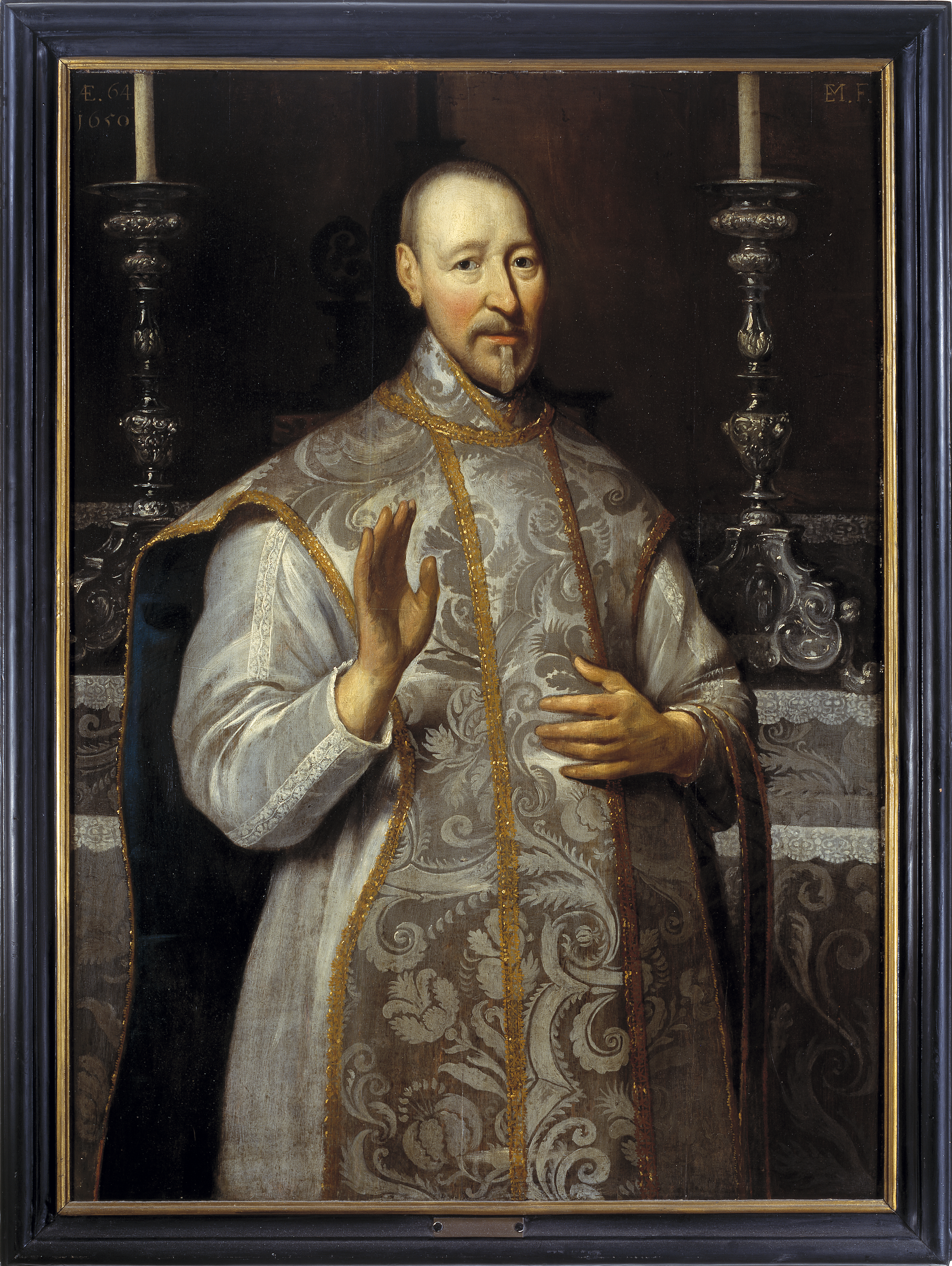
Volkert Herkinge
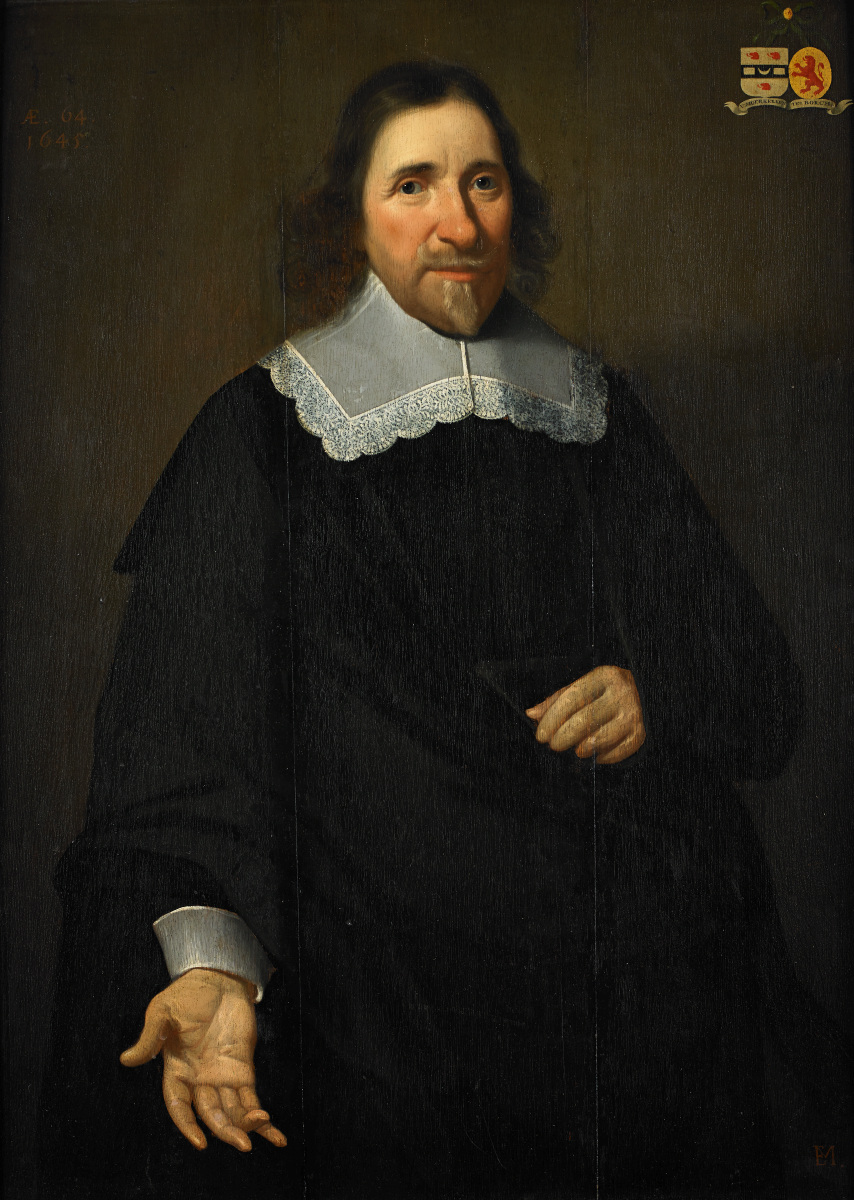
Justinus van Moerkerken
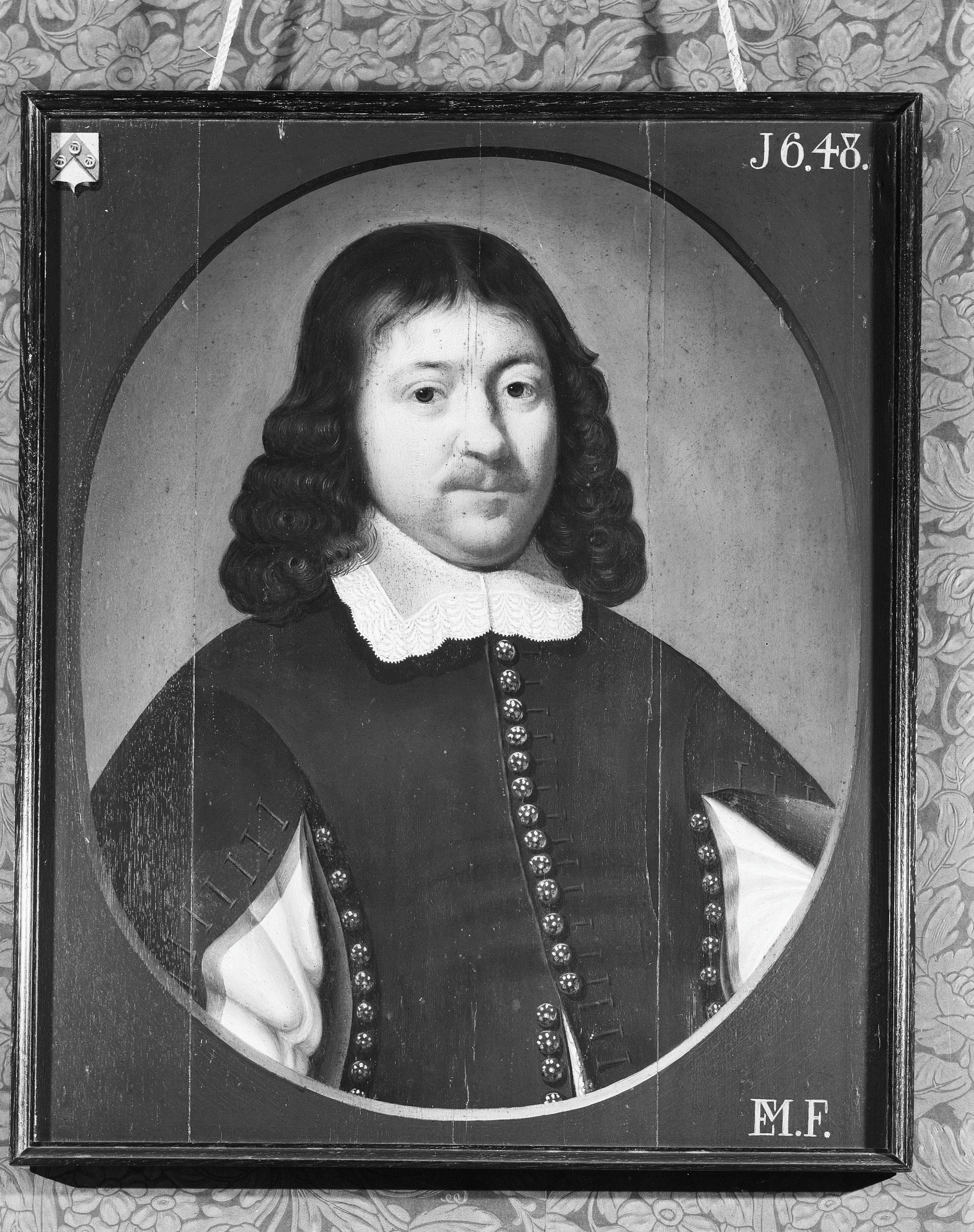
Greve-familie
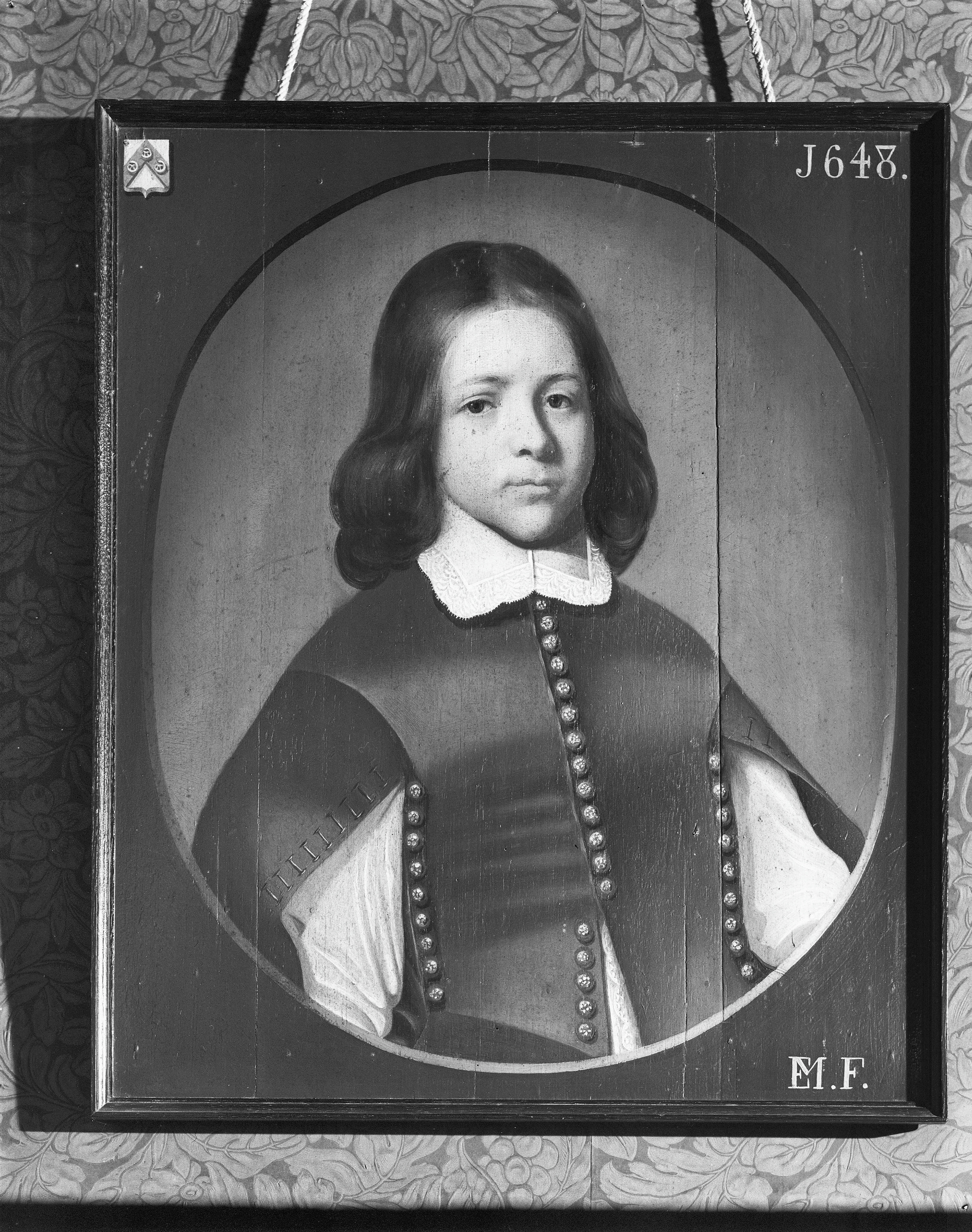
Greve-familie
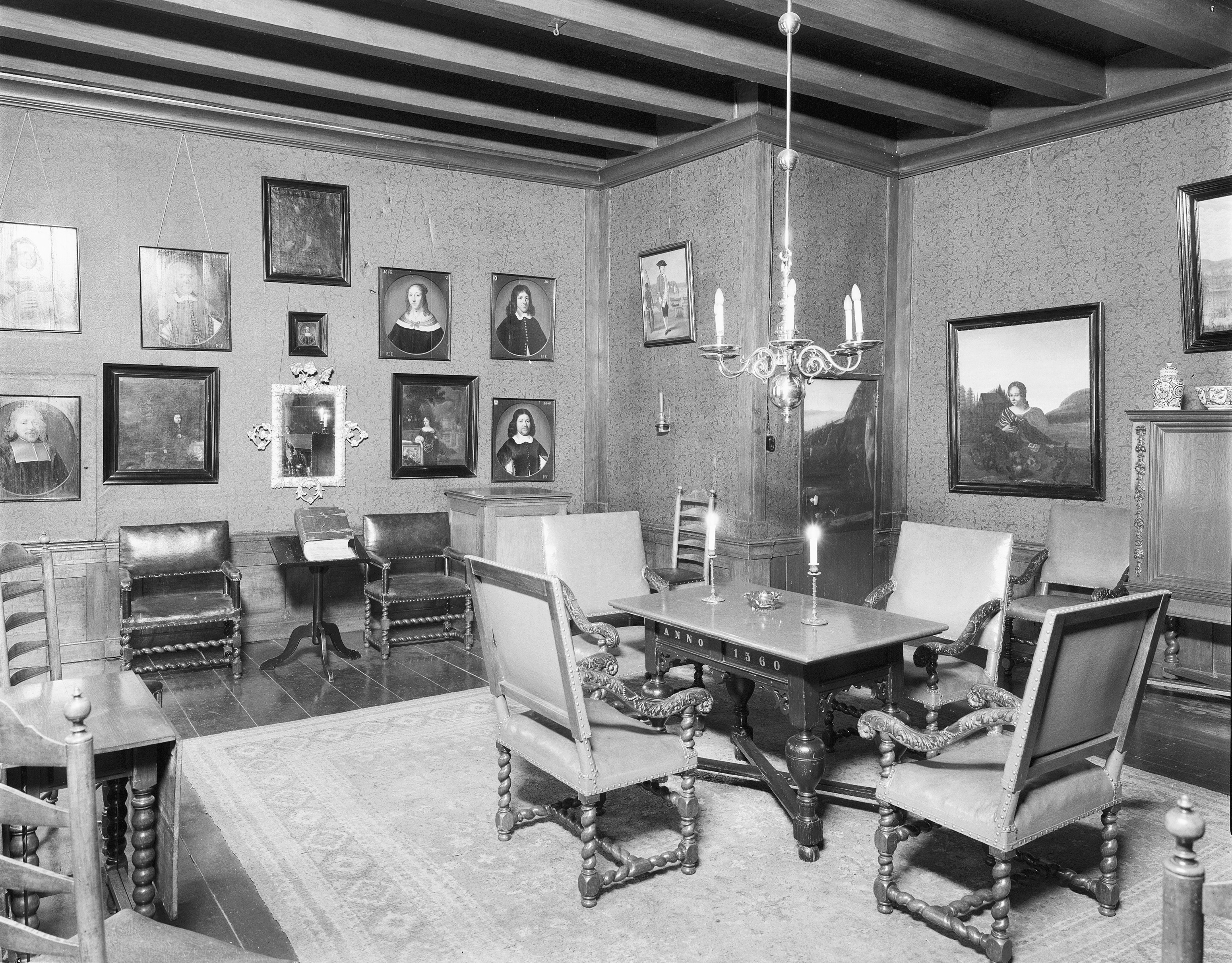
Regentenkamer in Zwolle (1981)